# Bylsjön
Bylsjön je jezero v Národním parku Tyresta v okrese Haninge v kraji Stockholm ve Švédsku. Jezero je součástí jezerního systému Tyresån.

## Další informace
Jezero má hloubku 2,7 m a má plochu 0,0468 km2 a nachází se v nadmořské výšce 43,5 m. Na rozdíl od ostatních jezer národního parku Tyresta je Bylsjön součástí jezerního systému Tyresån, zatímco ostatní jezera národního parku patří do jezerního systému Åvaån. Jezero má 2 přítoky a jeden odtok. Bylsjön prakticky není ovlivněn eutrofizací a používá se jako tzv. srovnávací jezero pro vápnění v boji proti okyselování.
K jezeru vedou značené turistické trasy Barnvagnsslingan, Bylsjöslingan, Sjöarna runt a Sörmlandsleden. Plavání v jezeře je zakázáno.

## Galerie

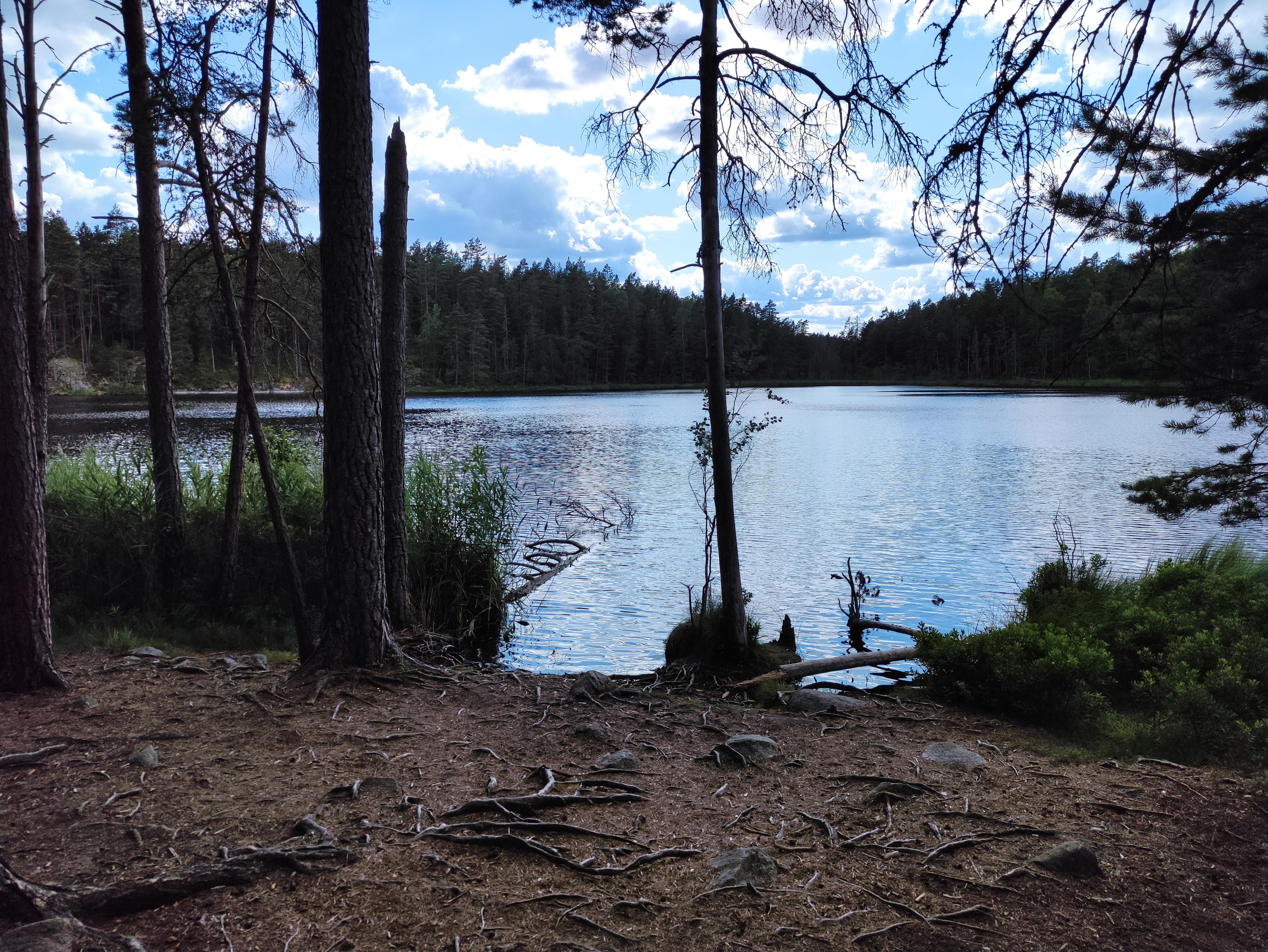
Na břehu jezera
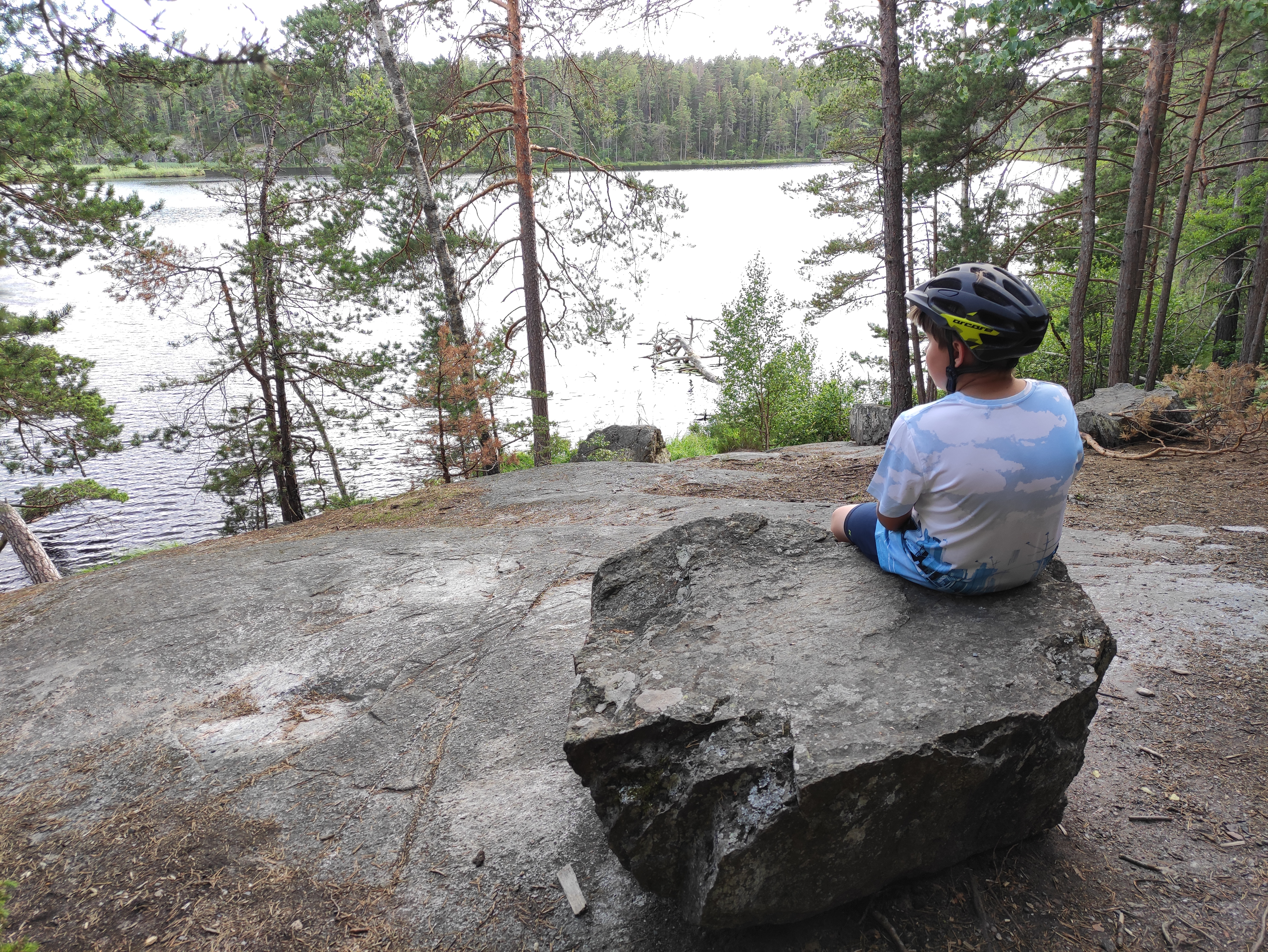
Vyhlídka u jezera